# One World, One People
"One World, One People" es el sexto y último capítulo de la miniserie de televisión estadounidense The Falcon and the Winter Soldier, basada en Marvel Comics con los personajes Sam Wilson / Falcon y Bucky Barnes / Winter Soldier. Sigue a la pareja mientras se unen para luchar contra los terroristas antinacionalistas Flag Smashers. El episodio está ambientado en el Universo Cinematográfico de Marvel (MCU), compartiendo continuidad con las películas de la franquicia. Fue escrito por Malcolm Spellman y Josef Sawyer, y dirigido por Kari Skogland.
Anthony Mackie y Sebastian Stan repiten sus respectivos papeles como Sam Wilson y Bucky Barnes de la saga cinematográfica, con Emily VanCamp, Wyatt Russell, Erin Kellyman, Julia Louis-Dreyfus, Danny Ramirez, Georges St-Pierre, Adepero Oduye y Daniel Brühl también. protagonizando. El desarrollo comenzó en octubre de 2018, con Spellman contratado para servir como escritor principal de la serie. Skogland se unió en mayo de 2019. En el episodio, Wilson acepta el manto del Capitán América y usa un nuevo traje, y el título de la serie cambia a Capitán América y el Soldado del Invierno en los créditos finales. El rodaje tuvo lugar en Pinewood Atlanta Studios en Atlanta, Georgia, con rodaje en exteriores en el área metropolitana de Atlanta y en Praga.
"One World, One People" se lanzó en el servicio de transmisión Disney+ el 23 de abril de 2021. El episodio recibió críticas generalmente positivas, con elogios para la actuación, las imágenes y el arco del personaje de Wilson, pero se consideró más débil que los episodios anteriores y algunos críticos sintieron que llevó la serie a un final insatisfactorio al no concluir los diversos puntos de la trama de manera efectiva y mostrar un cambio de caracterización abrupto para John Walker (Russell). El episodio recibió una nominación al premio Primetime Emmy.

## Trama
Vistiendo un nuevo uniforme de Capitán América y un traje de vuelo hecho por los Wakandanos, Sam vuela a Nueva York para salvar al Consejo de Repatriación Global (GRC) del ataque de los Flag Smashers, con la ayuda de Bucky y Sharon, quienes habían viajado en secreto a Nueva York. Mientras Wilson lucha contra Georges Batroc, los Flag Smashers toman como rehenes a varios representantes del GRC. Wilson persigue a un grupo de rehenes tomados en helicóptero, mientras que Barnes persigue e intercepta a un grupo en camiones. Karli, ya radicalizada y dispuesta a todo, prende fuego a uno de los vehículos para mantener ocupado a Barnes y escapar con el otro, pero John Walker, anhelando vengar a Lemar, llega e interviene. Barnes logra liberar a los rehenes del camión en llamas y se une a Walker en la lucha contra los Flag Smashers, pero cae al pozo de un sitio de construcción. Walker también es superado y Morgenthau conduce el camión restante al sitio. Walker decide dejar ir a Morgenthau para evitar que el camión se caiga. Morgenthau y los Flag Smashers restantes lo atacan, y todos caen al suelo, pero Wilson, habiendo salvado a los rehenes en el helicóptero, llega y atrapa el camión. Cuando los rehenes son liberados, Batroc llega y usa granadas de humo para permitir que los Flag Smashers huyan a los túneles alrededor del sitio de construcción.
Mientras escapa, Sharon intercepta a Karli alejándola de los demás y la confronta por traicionarla tras acogerla en Madripoor, revelando su identidad como el Mediador de Poder. Karli se defiende alegando que no quería ser parte de su venganza y que solo quería cambiar el mundo; Batroc escucha la revelación e intenta chantajear a Carter, pero ella, en un fuego cruzado lo mata, pero queda herida. Wilson intenta que Karli entre en razón, pero Morgenthau se niega a escuchar sus súplicas y pelea con él una vez más, pero cuando Morgenthau está a punto de dispararle a Wilson, Carter le dispara. Antes de morir, entre lágrimas, Morgenthau se disculpa con Wilson. Después del ataque, Wilson convence al GRC de posponer la votación para forzar la reubicación de personas desplazadas por el Blip,  las que Morgenthau murió luchando y, en cambio, hacer esfuerzos para ayudarlos y hacer las cosas mejor, para evitar que otra Karli los ponga en jaque.
Los Flag Smashers restantes son capturados, pero el mayordomo de Zemo, Oeznik, los mata haciendo explotar su vehículo de traslado mientras se dirigían a la Balsa; en la prisión, Zemo se entera de la noticia y sonríe. La Condesa Allegra de Fontaine se reúne con Walker donde le da un traje nuevo y le pide que se convierta en el U.S. Agent para tareas en las que no pueden usar al Capitán América. Wilson lleva a Isaiah y a su nieto Eli a la exhibición del Capitán América del Smithsoniano, donde les muestra que hizo instalar un monumento dedicado a Bradley para que todos conozcan su historia. Barnes hace las paces con su amigo Yori, confesándole que mató a su hijo cuando era el Soldado de Invierno y tacha todos los demás nombres en su lista de personas que necesitaban un cierre de su parte, entregándola a la Dra. Reynor. Dejando Nueva York para ir a Luisiana, luego se une a Wilson y sus amigos y familiares para una comida al aire libre de celebración.
En una escena de mitad de los créditos, Carter recibe el indulto del gobierno de los Estados Unidos y es reincorporada a su antiguo puesto en la CIA. Más tarde hace una llamada telefónica e informa a alguien que ahora que los super soldados están fuera, el Mediador de Poder ahora tiene acceso total a los secretos del gobierno y que estén preparados.

## Producción

### Desarrollo
Para octubre de 2018, Marvel Studios estaba desarrollando una serie limitada protagonizada por Sam Wilson / Falcon de Anthony Mackie y Bucky Barnes / Winter Soldier de Sebastian Stan de las películas del Universo cinematográfico de Marvel (MCU). Malcolm Spellman fue contratado como escritor principal de la serie, que se anunció como The Falcon and the Winter Soldier en abril de 2019.  Spellman modeló la serie a partir de películas de amigos, como 48 Hrs. (1982), Los desafiantes (1958), Arma letal (1987) y Hora punta (1998).  Kari Skogland fue contratada para dirigir la miniserie un mes después,  y fue productora ejecutiva junto a Kevin Feige, Louis D'Esposito, Victoria Alonso y Nate Moore de Marvel Studios y Spellman. El sexto episodio, titulado "One World, One People", fue escrito por Spellman y Josef Sawyer,  y lanzado en el servicio de transmisión Disney+ el 23 de abril de 2021. 

### Escritura
Aunque el episodio tiene lugar principalmente en la ciudad de Nueva York, no aparece ningún otro héroe con base en la ciudad, como Spider-Man, ya que cualquier cameo no habría pertenecido ni encajado orgánicamente en la historia. Spellman no creía que John Walker "se saliera con la suya fácilmente" en el episodio, y señaló cómo su carrera había sido destruida y para alguien en el ejército, "obtener algo más que una descarga honorable, eso es un gran problema". La coproductora ejecutiva Zoie Nagelhout discutió por qué la identidad de Sharon Carter como Power Broker se ocultó a Wilson y Barnes, y dijo que el conflicto y la misión más grandes de Carter no los involucraban, por lo que "no era necesario tener que complicar su relación con ellos". Nagelhout y los escritores creyeron que era más interesante que Carter siguiera teniendo esa dualidad. Spellman trabajó con Mackie en el discurso que Wilson da a los miembros del Consejo de Repatriación Global (GRC), y Mackie sugirió que Wilson hablara con un miembro en lugar de con las cámaras de televisión, por lo que se trataba menos de dar un discurso y más de tratar de convencer a una persona.
Hablando sobre la escena de la mitad de los créditos, Spellman dijo que a partir de ella, la audiencia sabría "exactamente qué puertas se acaban de abrir a un universo expandido", con VanCamp señalando que Carter "tiene un plan mucho más grande y no es para el gran bueno como antes".  Skogland intentó mover la escena a diferentes partes del episodio, pero volvió a mantenerla como la escena de la mitad de los créditos para consolidar la revelación de Carter como Power Broker.  Dado que Carter ahora "vive en un término medio que es realmente convincente", Nagelhout esperaba que hubiera más oportunidades para continuar explorando el personaje y "entre qué tonos de gris podría moverse".

### Cambio de título
El final del episodio cambia el título de la serie a Capitán América y el Soldado del Invierno. Skogland señaló que hubo "mucha conversación" con respecto a cambiar el título, como dónde se colocaría en el episodio, su sutileza y su diseño; ella creía que Feige había sugerido que apareciera al final del episodio.  Aunque "Winter Soldier" se mantiene en el nuevo título, Spellman creía que Barnes había "matado a ese dragón", diciendo que al final de la serie Barnes había "despojado de la carga del Winter Soldier", encontró una familia con Wilson y sintió lo que era como ser un héroe por primera vez, creyendo que Barnes "ahora era libre de convertirse en algo increíble". Spellman esperaba que la audiencia "olvidara" cómo aparecía la tarjeta de título "como un indicador de un compromiso de Marvel". Se hizo una versión del título que decía "Capitán América y el Lobo Blanco" para reflejar el desarrollo del personaje de Barnes en la serie, pero Spellman creía que Marvel quería conservar parte del título original y si se cambiaban ambos nombres, "podría no haber sido un aterrizaje tan emotivo porque son demasiadas matemáticas y demasiada evolución".

### Casting
El episodio está protagonizado por Anthony Mackie como Sam Wilson / Capitán América, Sebastian Stan como Bucky Barnes / Winter Soldier, Emily VanCamp como Sharon Carter / Power Broker, Wyatt Russell como John Walker / US Agent, Erin Kellyman como Karli Morgenthau, Julia Louis-Dreyfus como Valentina Allegra de Fontaine, Danny Ramirez como Joaquín Torres, Georges St-Pierre como Georges Batroc, Adepero Oduye como Sarah Wilson y Daniel Brühl como Helmut Zemo. También aparecen Carl Lumbly como Isaiah Bradley, Amy Aquino como Christina Raynor, Desmond Chiam como Dovich, Dani Deetee como Gigi, Indya Bussey como DeeDee, Renes Rivera como Lennox, Tyler Dean Flores como Diego, Elijah Richardson como Eli Bradley, Chase River McGhee. como Cass, Aaron Haynes como AJ, Ken Takemoto como Yori, Miki Ishikawa como Leah, Rebecca Lines como Atwood, Jane Rumbaua como Ayla, Salem Murphy como Lacont, Nicholas Pryor como Oeznik y Gabrielle Byndloss como Olivia Walker. 

### Diseño
El museo al final de la serie presentaba un conjunto actualizado del museo Smithsoniano al comienzo de la serie. El vestuario y la utilería originales se enviaron a Atlanta para la filmación, ya que la directora de arte Jennifer Bash había consultado con Marvel Studios sobre el equipo que necesitaban. El diseñador de producción Ray Chan declaró que las pantallas flotantes modernas fueron influenciadas por "desfiles de moda contemporáneos" y que las cajas de luz fueron reutilizadas y reutilizadas de los decorados de Madripoor. El equipo también diseñó pantallas de monitores interactivos en el set, mientras que la escultura de Isiah Bradley se creó exclusivamente para el episodio. La entrada de Wilson como Capitán América incluyó luces blancas, ya que el diseñador de vestuario Michael Crow declaró que agregó "un nivel de esperanza y luz" al final de la serie.

### Filmación y efectos visuales
El rodaje tuvo lugar en Pinewood Atlanta Studios en Atlanta, Georgia, con la dirección de Skogland,  y PJ Dillon como director de fotografía. La filmación en locaciones tuvo lugar en el área metropolitana de Atlanta,  incluyendo el centro de Atlanta y la estación Atlantic,  y en Praga.  Skogland originalmente tenía la intención de que Spellman hiciera un cameo como el ciudadano que dice "¡Ese es Black Falcon!" cuando Wilson aparece como Capitán América al público. La escena en la que de Fontaine unge a Walker como U.S. Agent se filmó en el mismo lugar del episodio anterior en el que el gobierno eliminó a Walker como Capitán América. Skogland pensó que había ironía en hacer esto, ya que su nuevo futuro comenzaba donde perdió el anterior.
Los efectos visuales para el episodio fueron creados por Sony Pictures Imageworks, Weta Digital, Digital Frontier FX, QPPE, Stereo D, Cantina Creative, Technicolor VFX, Trixter, Crafty Apes y Tippett Studio.   

### Música
Las selecciones de la partitura del compositor Henry Jackman para el episodio se incluyeron en el vol. 2 del álbum de la banda sonora, que fue lanzado digitalmente por Marvel Music y Hollywood Records el 30 de abril de 2021.  

## Marketing
El 19 de marzo de 2021, Marvel anunció una serie de carteles creados por varios artistas para corresponder con los episodios de la serie. Los carteles se publicaron semanalmente antes de cada episodio y el sexto cartel, diseñado por Luke Butland (Lost Mind), se reveló el 19 de abril. Después del lanzamiento del episodio, Marvel anunció productos inspirados en el episodio como parte de su promoción semanal "Marvel Must Haves" para cada episodio de la serie, que incluye ropa, accesorios, Funko Pops y otras figuritas, juguetes, disfraces y un juego de Monopoly temático, todos centrados en Wilson como Capitán América y diseños actualizados para Barnes y Walker.

## Recepción

### Audiencia
Nielsen Media Research, que mide la cantidad de minutos vistos por el público estadounidense en los televisores, incluyó a The Falcon and the Winter Soldier como la serie original más vista en los servicios de transmisión durante la semana del 19 al 25 de abril de 2021. Esta fue la misma clasificación que la semana anterior, aunque los minutos de la serie vistos durante la semana se redujeron ligeramente a 796 millones en los seis episodios de la serie.

### Respuesta crítica
El sitio web del agregador de reseñas Rotten Tomatoes informó un índice de aprobación del 72% con una puntuación promedio de 6.8/10 según 29 reseñas. El consenso crítico del sitio dice: "Mientras que 'One World, One People' ofrece un final apropiado para Sam, su prisa por terminar los muchos hilos The Falcon y The Winter Soldier puede dejar a algunos fanáticos con ganas y preguntándose si habrá un segundo temporada para ayudar a hacer las paces".
Alan Sepinwall de Rolling Stone sintió que la serie "choca y se quema" con "One World, One People", afirmando: "Es un desastre en casi todos los sentidos, incluso las partes que funcionan se sienten apresuradas e inmerecidas, llevadas en gran parte por el intérpretes en lugar de la narración". Sintió que las secuencias de acción eran difíciles de seguir, dada la forma en que fueron editadas y los escenarios oscuros en los que se encontraban muchos. Sepinwall lo describió como "un fastidio particular" y "un lío visual" ya que el debut de Wilson como el Capitán América debería haber sido "un momento triunfal que muestra lo bueno que es Sam en el papel". Criticó el disfraz de Wilson como "tonto", a pesar de su fidelidad a los cómics, y se sintió decepcionado con los diversos antagonistas de la serie, sintiendo que los escritores nunca se dieron cuenta por completo de las motivaciones de Morgenthau, y decepcionado de que Walker volviera a ser un héroe nuevamente después de ser configurado en el episodio anterior como un antagonista secundario "convincente". Creía que gran parte del episodio se trataba de configurar contenido futuro en el MCU en lugar de "servir la historia de este programa", de manera similar al episodio final de WandaVision.
Escribiendo para IGN, Matt Purslow le dio a "One World, One People" un 5 de 10, creyendo que el episodio "luchó bajo el peso de los muchos hilos" que la serie tuvo que concluir, lo que resultó en una "desordenada e insatisfactoria" conclusión. Purslow criticó el ritmo de los episodios y sintió que la acción a veces se interponía en el camino de elementos de la trama más meritorios, como una mayor exploración de Morgenthau y Walker, quienes tenían "papeles decepcionantes para interpretar" en el final. Purslow también sintió que la revelación de Carter como Power Broker y el ataque final de Zemo a los Flag Smashers desde la prisión fueron inmerecidos. Uno de los elementos más fuertes del episodio para Purslow fue que Wilson se convirtió en el Capitán América, particularmente su discurso ante el GRC, que fue el "momento brillante" de Wilson, y sintió que Wilson al establecer el tributo a Isaiah Bradley fue "una declaración final fantástica" para la discusión de la serie sobre la raza. Escribiendo para The Hollywood Reporter, Richard Newby sintió que el discurso de Wilson al GRC estaba "bellamente redactado", con el discurso "remontándose a los orígenes de los cómics de Sam como el hijo de un predicador que sabía un par de cosas sobre palabras poderosas". Newby también consideró que la estatua de Isaiah Bradley era relevante "teniendo en cuenta las estatuas de los soldados y colonizadores confederados que aún están en pie en Estados Unidos", y que "estamos tan inundados con imágenes de estadounidenses negros siendo golpeados en nuestras pantallas" que para ver a Wilson triunfar era "casi un sentimiento extraño".
Al igual que Sepinwall, Christian Holub de Entertainment Weekly se mostró en desacuerdo con la interpretación de Walker en el episodio, diciendo que sus bromas con Barnes después de intentar matarse en el último episodio demostraron que la serie "realmente no sabía qué hacer con ninguno de sus personajes". La "parte más insoportable de este episodio" fue la "lección de aspirante a Aaron Sorkin" de Wilson que tenía "un elemento racial extraño", ya que continuó la tendencia narrativa de la serie para explicar las cosas en lugar de mostrarlas. Holub creía que esta era una de las razones por las que Flag Smashers no se conectaba con la audiencia, ya que sus motivaciones se basaban en "exposiciones y diálogos monótonos que solo declaraban hechos en lugar de mostrarnos la historia". Aunque Holub disfrutó el hecho de que el traje de Wilson era una réplica exacta de los cómics y sintió que era divertido verlo volar mientras empuñaba el escudo, finalmente quedó "decepcionado" y "sintiéndose un poco vacío" al final de la serie., dando al episodio una "C".
Noel Murray dijo en The New York Times que la audiencia habría estado complacida con el final si vinieran a la serie cada semana "para ver superhéroes de gran presupuesto", pero se habría decepcionado si buscara momentos de carácter. Murray creía que Barnes tenía "la historia más limpia y alentadora" de todos los personajes principales, mientras que era "más difícil saber qué hacer con los finales" para Zemo, Morgenthau y Carter, calificándolo como "una elección extraña para centrarse en Sharon al final", ya que hizo que "todo el enfoque temático y narrativo del programa se sintiera mal dirigido". Sulagna Misra en The AV Club disfrutó del discurso de Wilson y de que Wilson es "una persona normal, y sabe cuánto puede hacer la gente normal", pero discrepó de la caracterización de Morgenthau. Misra ingresó al episodio con bajas expectativas ya que sintió que la serie "estaba haciendo mucho y no parecía saber cómo mantenerlo unido, mientras se tomaba su tiempo para un programa que solo tiene 6 episodios". Aunque lejos de ser perfecto, el episodio le recordó a Misra la diversión que tuvo al ver Capitán América: El Soldado de Invierno en los cines, con Misra dándole a "One World, One People" una "B+".

### Elogios
Para la 73.ª edición de los Primetime Creative Arts Emmy Awards, Matthew Wood, Bonnie Wild, James Spencer, Richard Quinn, Steve Slanec, Kimberly Patrick, Teresa Eckton, Frank Rinella, Devon Kelley, Larry Oatfield, Anele Onyekwere, Dan Pinder, Ronni Brown y Andrea Gard fue nominado a Mejor edición de sonido para una serie de comedia o drama (una hora) por su trabajo en el episodio.